# Buenos Aires, Tantoyuca
Buenos Aires är en ort i Mexiko.   Den ligger i kommunen Tantoyuca och delstaten Veracruz, i den sydöstra delen av landet, 220 km nordost om huvudstaden Mexico City. Buenos Aires ligger 129 meter över havet och antalet invånare är 263.
Terrängen runt Buenos Aires är platt. Runt Buenos Aires är det ganska tätbefolkat, med 83 invånare per kvadratkilometer. Närmaste större samhälle är Tantoyuca, 18,8 km nordväst om Buenos Aires. Trakten runt Buenos Aires består till största delen av jordbruksmark.